# Pic anul·lar
Un cràter amb pics anul·lars és un tipus de cràter complex. No es veu un pic central, en canvi, es pot veure un pic anul·lar o una sèrie de pics distribuïts més o menys en forma circular (anell de pics) possiblement de forma discontínua que envolta centre del cràter.

## Formació

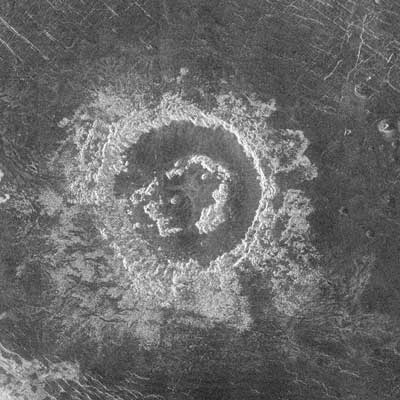
Cràter Barton, un cràter amb anell de pics de Venus

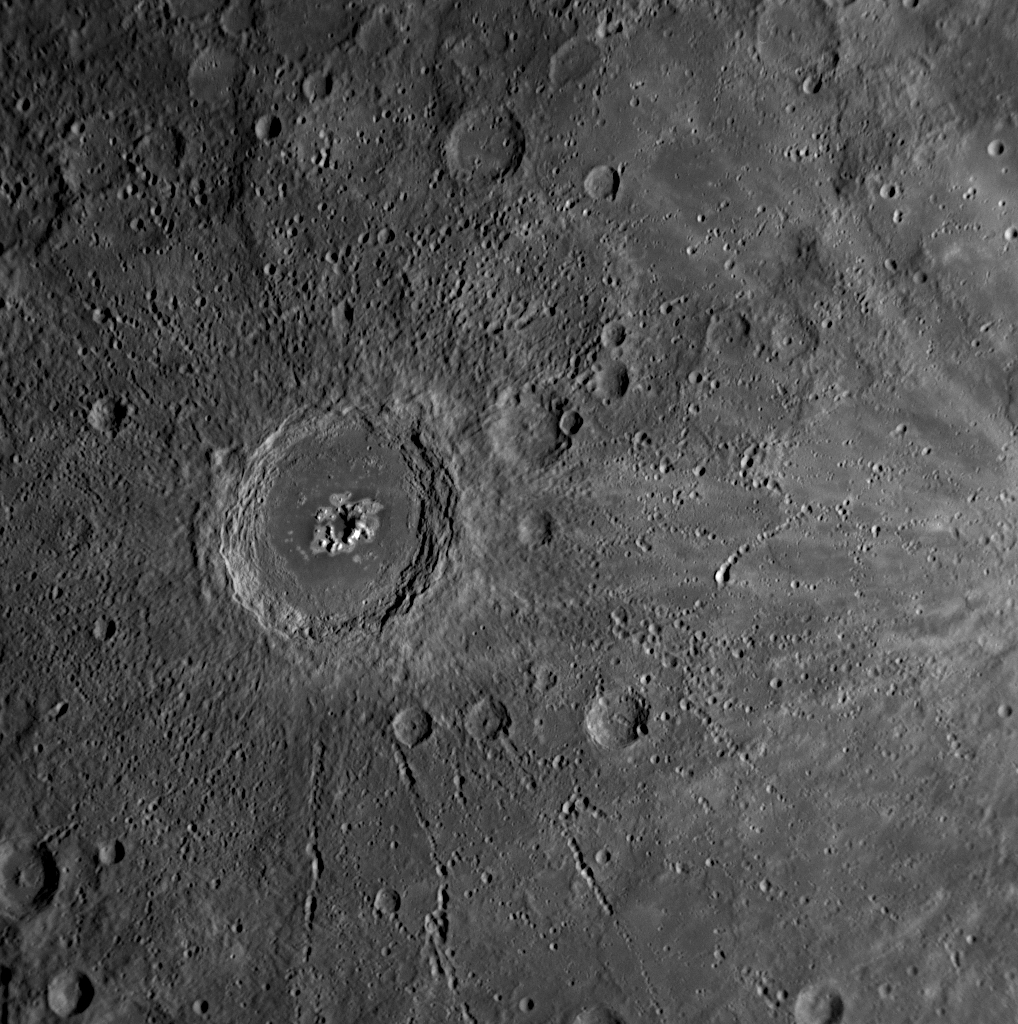
Cràter Eminescu, un cràter amb un pic anul·lar de Mercuri

Els anells es formen per diferents processos, i els anells interiors (pic anul·lar) no poden ser formats pels mateixos processos que els anells exteriors (anell de pics).
S'ha considerat que els pics anul·lars s'han format en l'etapa posterior a la formació dels pics centrals dels cràters. Es creu que els pics centrals dels cràters són originats pel flux hidrodinàmic de material aixecat pel col·lapse cap a l'interior de les parets del cràter, mentre que restes de roques destrossades pel impacte es converteixen breument en fluïdes per les fortes vibracions que es desenvolupen durant la formació de cràter. L'estructura de pic anul·lar del cràter de Chicxulub probablement es va formar com a col·lapse cap a l'interior del material que va impactar sobre el pic central, per formar un salt hidràulic en el lloc on es troba el pic anul·lar.
S'han formulat altres teories. Potser, en el cas de cràter Chicxulub, un alt pic central es va ensorrar, formant un pic anul·lar.
El Chicxulub és l'únic cràter de la Terra té una estructura anul·lar intacta.